# Atletismo nos Jogos Pan-Americanos de 1991 - Revezamento 4x400 m feminino
A prova do revezamento 4x400 m feminino nos Jogos Pan-Americanos de 1991 foi realizada em 11 de agosto em Havana, Cuba.

## Medalhistas
| Ouro                                                                      | Prata                                                                   | Bronze                                                                                 |
| USA Estados Unidos Jearl Miles Maicel Malone Natasha Kaiser Tasha Downing | CUB Cuba Ana Fidelia Quirot, Nancy McLeón Julia Duporty Odalmis Limonta | JAM Jamaica Inez Turner Vivienne Spence-Gardner Sandie Richards Cathy Rattray-Williams |

### Final
| Posição           | Nação              | Nomes                                                                         | Tempo   | Notas |
| ----------------- | ------------------ | ----------------------------------------------------------------------------- | ------- | ----- |
| Medalha de ouro   | USA Estados Unidos | Jearl Miles, Maicel Malone, Natasha Kaiser, Tasha Downing                     | 3:24.21 |       |
| Medalha de prata  | CUB Cuba           | Ana Fidelia Quirot, Nancy McLeón, Julia Duporty, Odalmis Limonta              | 3:24.91 |       |
| Medalha de bronze | JAM Jamaica        | Inez Turner, Vivienne Spence-Gardner, Sandie Richards, Cathy Rattray-Williams | 3:28.33 |       |
| 4                 | COL Colômbia       | Ángela Mancilla, Norfalia Carabalí, Maliberly Peña, Ximena Restrepo           | 3:31.39 | NR    |
| 5                 | CAN Canadá         |                                                                               | 3:34.07 |       |
| 6                 | URU Uruguai        |                                                                               | 3:50.93 |       |